# Karen Persyn
Karen Persyn (Rumst, 31 maart 1983) is een voormalig Belgisch skiester. Haar specialisaties waren de slalom en de reuzenslalom.

## Levensloop
Persyn leerde op driejarige leeftijd skiën. Ze studeerde de laatste drie jaar van haar humaniora aan de Topsportschool van Merksem, afdeling ski. In september 2015 liet Persyn weten dat ze stopt met topsport.

## Palmares
1998-1999
- Belgisch kampioene Super-G en Afdaling Juniores en Seniores

1999-2000
- Belgisch kampioene Reuzenslalom en Afdaling Juniores en Seniores

2000-2001
- Belgisch kampioene Reuzenslalom en Super-G Juniores en Seniores
- 35ste Wereldkampioenschap Slalom voor Seniores

2001-2002
- Belgisch kampioene Slalom en Reuzenslalom Juniores en Seniores
- 20ste Wereldkampioenschap Juniores Slalom
- 30ste in het Wereldkampioenschap Juniores Reuzenslalom
- 36ste in het Wereldkampioenschap Juniores Super-G

2002-2003
- Belgisch kampioene Super-G Juniores en Seniores
- Belgisch kampioene Reuzenslalom Juniores en Seniores
- Belgisch kampioene Slalom Juniores en Seniores
- 35ste Wereldkampioenschap Seniores Slalom
- 12de Wereldkampioenschap Juniores Slalom

2003-2004
- Belgisch kampioene Slalom
- Internationale FIS-slalomwedstrijd in Krakauebene
- internationale FIS-slalomwedstrijd in Courchevel

2004-2005
- Belgisch kampioene Slalom
- Internationale FIS-slalomwedstrijd in Feldberg
- Internationale FIS-slalomwedstrijd in Val Thorens
- Internationale FIS-slalomwedstrijd in Schwyz
- Internationale FIS-slalomwedstrijd in Leukerbad

2005-2006
- internationale FIS-slalomwedstrijd in Sauze
- internationale FIS-slalomwedstrijd in Meribel
- internationale FIS-slalomwedstrijd in Crans-Montana
- internationale FIS-slalomwedstrijd in Ancelle

2006-2007
- 29ste Wereldkampioenschap slalom
- Internationale FIS-slalomwedstrijd in Pra-Loup

2007-2008
- Internationale FIS-slalomwedstrijd in Ruka

2008-2009
- Belgisch kampioene slalom
- Belgisch kampioene reuzenslalom
- 21ste Wereldkampioenschap slalom
- internationale FIS-slalomwedstrijd van Le Markstein
- internationale FIS-slalomwedstrijd in Bjorli
- international FIS-wedstrijd in Obersdorf
- international FIS-wedstrijd in Le Markstein
- international FIS-wedstrijd in Krakauebene

2009-2010
- 27ste Olympische Spelen op de slalom